# Dutch Beer Challenge 2015
De eerste editie van de Dutch Beer Challenge vond plaats op 19 maart 2015 in Rotterdam. 44 Nederlandse brouwerijen stuurden gezamenlijk 155 bieren in voor deze wedstrijd.

## Winnaars
De winnaars van de Dutch Beer Challenge 2015 werden op dezelfde dag bekendgemaakt in het restaurant Parkheuvel in Rotterdam. Tijdens de prijsuitreiking werden 46 winnende bieren bekendgemaakt. De Texelse Bierbrouwerij en Brouwerij 't Uiltje waren de grootste winnaars met beide vier medailles. Daarnaast wonnen Hertog Jan Brouwerij, Stichting Noord-Hollandse Alternatieve Bierbrouwers, Brouwerij 't IJ en Brouwerij Egmond allen drie medailles.
Tijdens het openingsfestival van de Week van het Nederlandse Bier in Den Haag werd de Mitra Award voor 'Het Beste Bier van Nederland 2015' uitgereikt. De winnaars was Jopen Mooie Nel, een India Pale Ale van de Haarlemse Jopenkerk Bierbrouwerij. Het bier won niet alleen goud in zijn categorie, maar behaalde ook de hoogste score van alle goudenmedaillewinnaars.
Hieronder een overzicht van de bieren die een medaille hebben gewonnen in de Dutch Beer Challenge van 2015:

### Amber Ale
| Bier                    | Brouwerij              | Subcategorie            | Prijs  |
| ----------------------- | ---------------------- | ----------------------- | ------ |
| SNAB Pale Ale           | SNAB Bierbrouwers      | Pale Ale/Speciale Belge | Goud   |
| Velduil                 | Uiltje Brewing Company | Pale Ale/Speciale Belge | Zilver |
| Jopen Mooie Nel         | Jopen                  | IPA                     | Goud   |
| Hop Art IPA             | VandeStreek bier       | IPA                     | Zilver |
| Muifel USA IPA          | Muifelbrouwerij        | IPA                     | Brons  |
| Big Fat 5               | Uiltje Brewing Company | Double/Imperial IPA     | Goud   |
| Bronckhorster HOPTIMIST | Brouwerij Rodenburg    | Double/Imperial IPA     | Zilver |
| Schreeuwuil             | Uiltje Brewing Company | Double/Imperial IPA     | Brons  |

### Blond
| Bier                             | Brouwerij                | Subcategorie   | Prijs  |
| -------------------------------- | ------------------------ | -------------- | ------ |
| Gulpener Château Neubourg        | Gulpener Brouwlokaal     | Pils           | Goud   |
| Alfa Edel Pils                   | Alfa Brouwerij           | Pils           | Zilver |
| Amstel 1870                      | Amstel Brouwerij         | Pils           | Brons  |
| ReuZ Hot Summer                  | Reuzenbieren             | Saison         | Brons  |
| Strandgaper                      | Scheldebrouwerij         | Licht Blond    | Goud   |
| Lamme Goedzak                    | Scheldebrouwerij         | Licht Blond    | Zilver |
| Gulden Craen                     | Brouwerij De Leckere     | Licht Blond    | Brons  |
| Texels Springtij                 | Texelse Bierbrouwerij    | Blond-/Meibock | Goud   |
| Alfa Lentebok                    | Alfa Brouwerij           | Blond-/Meibock | Zilver |
| Zatte                            | Brouwerij 't IJ          | Zwaar Blond    | Goud   |
| Duits & Lauret Extra Blond       | Brouwerij Duits & Lauret | Zwaar Blond    | Zilver |
| Sancti Adalberti Egmondse Tripel | Brouwerij Egmond         | Zwaar Blond    | Brons  |

### Donker
| Bier                               | Brouwerij                     | Subcategorie             | Prijs  |
| ---------------------------------- | ----------------------------- | ------------------------ | ------ |
| Sancti Adalberti Egmondse Dubbel   | Brouwerij Egmond              | Licht Donker             | Goud   |
| Texels Dubbel                      | Texelse Bierbrouwerij         | Licht Donker             | Zilver |
| Ezelenbok                          | SNAB Bierbrouwers             | Bock/Dubbelbock          | Goud   |
| Texels Bock                        | Texelse Bierbrouwerij         | Bock/Dubbelbock          | Zilver |
| Bronckhorster B(R)OK-IN-DE-KEEL    | Bronckhorster Brewing Company | Bock/Dubbelbock          | Brons  |
| Visioen                            | Brouwerij de 7de Hemel        | Stout/Porter             | Goud   |
| Emelisse Imperial Russian Stout    | Brouwerij Emelisse            | Stout/Porter             | Zilver |
| F*ck de kerstboom staat in de fik! | Uiltje Brewing Company        | Stout/Porter             | Brons  |
| Jopen Ongelovige Thomas            | Jopen                         | Zwaar Donker             | Goud   |
| IJsbok                             | SNAB Bierbrouwers             | Zwaar Donker             | Zilver |
| Struis                             | Brouwerij 't IJ               | Zwaar Donker             | Brons  |
| Zuster Agatha                      | Muifelbrouwerij               | Zwaar Donker             | Brons  |
| Hertog Jan Grand Prestige          | Hertog Jan Brouwerij          | Gerstewijn (Barley Wine) | Zilver |
| Hertog Jan Grand Prestige Gerijpt  | Hertog Jan Brouwerij          | Gerstewijn (Barley Wine) | Brons  |

### Innovatie/Speciaal
| Bier                                                 | Brouwerij                               | Subcategorie | Prijs  |
| ---------------------------------------------------- | --------------------------------------- | ------------ | ------ |
| Pelgrim Armada Bunnahabhain B.A. RIS                 | Brouwerij de Pelgrim                    | Houtgelagerd | Goud   |
| American Black Horse                                 | Brouwerij Hilldevils                    | Houtgelagerd | Brons  |
| Duits & Lauret Houtgerijpte Rook Dubbelbock          | Brouwerij Duits & Lauret                | Rook         | Goud   |
| Ondeugd                                              | Brouwerij Hommeles                      | Rook         | Goud   |
| Othmar Rauchbier                                     | Ootmarsummer Bierbrouwerij Heupink & Co | Rook         | Brons  |
| Breugem 2013 Saense Kracht Limited Edition Hout P.A. | Brouwerij Breugem                       | Speciaal     | Goud   |
| Texels Donkerd                                       | Texelse Bierbrouwerij                   | Speciaal     | Zilver |
| Not Totally Black IPA                                | Brouwerij Hilldevils                    | Speciaal     | Brons  |

### Tarwe-/Granenbier
| Bier                            | Brouwerij            | Subcategorie | Prijs  |
| ------------------------------- | -------------------- | ------------ | ------ |
| IJwit                           | Brouwerij 't IJ      | Witbier      | Zilver |
| Jopen Adriaan Wit               | Jopen                | Witbier      | Brons  |
| Hertog Jan Weizener             | Hertog Jan Brouwerij | Weizen       | Goud   |
| Sancti Adalberti Egmondse Witte | Brouwerij Egmond     | Weizen       | Zilver |